# Maëlle Ricker
Maëlle Ricker (n. 2 decembrie 1978, North Vancouver⁠(d), British Columbia, Canada) este o sportivă ce a reprezentat Canada, medaliată olimpică. A participat la 4 ediții ale Jocurilor Olimpice (1998, 2006, 2010, 2014) în care a câștigat o medalie de aur.